# Pacto de Varsovia

Miembros de la OTAN (azul) y del Pacto de Varsovia (rojo) en 1983. Los números representan las tropas de esas organizaciones en cada país.

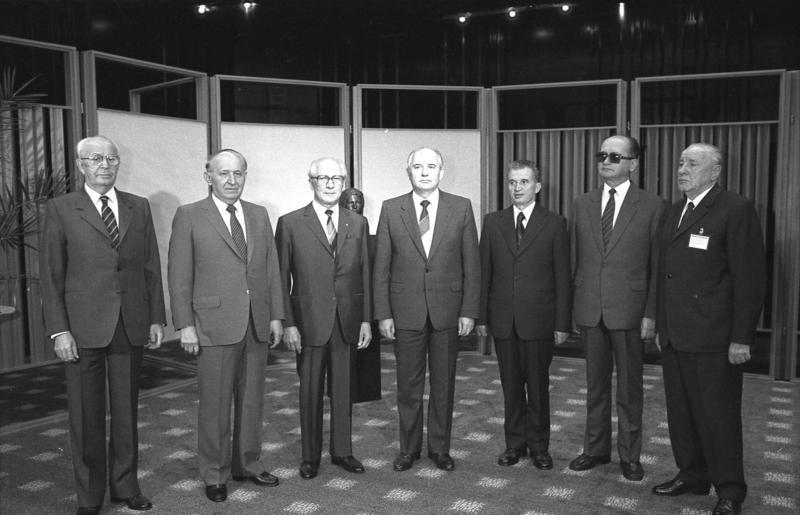
Los miembros del Pacto de Varsovia reunidos en 1987. De izda. a dcha.: Gustáv Husak, Todor Zhivkov, Erich Honecker, Mijaíl Gorbachov, Nicolae Ceaușescu, Wojciech Jaruzelski y János Kádár

El Tratado de Amistad, Colaboración y Asistencia Mutua, más conocido como Pacto de Varsovia por la ciudad en la que fue firmado, fue un acuerdo de cooperación militar firmado el 14 de mayo de 1955 por los países del bloque del Este durante el periodo conocido como Guerra Fría. Diseñado bajo el liderazgo de la Unión de Repúblicas Socialistas Soviéticas (URSS), su objetivo expreso era contrarrestar la amenaza de la Organización del Tratado del Atlántico Norte (OTAN, fundada en 1949) y, en especial, el rearme de la República Federal Alemana, a la que el tratado fundacional de la Comunidad Europea de Defensa permitía reorganizar sus fuerzas armadas.
El Pacto de Varsovia se estableció como un equilibrio de poder y contraparte ante la OTAN. No hubo enfrentamiento militar directo entre las dos organizaciones; en cambio, el conflicto se libró sobre una base ideológica y mediante guerras subsidiarias. Tanto la OTAN como el Pacto de Varsovia llevaron a la expansión de las fuerzas militares y su integración en los respectivos bloques. Su mayor compromiso militar fue la invasión de Checoslovaquia en agosto de 1968 (con la participación de todas las naciones del Pacto excepto Albania y Rumania), lo que, en parte, provocó que Albania se retirara del pacto menos de un mes después. El pacto comenzó a deshacerse en su totalidad con la difusión de las revoluciones de 1989 a través del bloque del Este, empezando por el movimiento Solidaridad liderado por Lech Walesa en Polonia, su éxito electoral en junio de 1989 y el pícnic paneuropeo en agosto de 1989, y entró ya en franco desmoronamiento con la caída del Muro de Berlín.
Alemania Oriental se retiró del Pacto tras la reunificación alemana en 1990. El 25 de febrero de 1991, en una reunión en Hungría, los ministros de Defensa y Relaciones Exteriores de los seis Estados miembros restantes declararon el fin del Pacto, que se oficializó el 1 de julio de 1991. La propia URSS se disolvió en diciembre de 1991, aunque la mayoría de las ex repúblicas soviéticas formaron la Organización del Tratado de Seguridad Colectiva (OTSC) poco después. En los siguientes 20 años, varios de los países del Pacto de Varsovia fuera de la URSS se unieron a la OTAN (Alemania Oriental a través de su reunificación con Alemania Occidental; y la República Checa y Eslovaquia como países separados), al igual que las repúblicas bálticas que habían sido parte de la Unión Soviética.

## Ámbito
El ámbito del Pacto de Varsovia abarcaba todos los Estados socialistas del bloque del Este (a excepción de Yugoslavia, sobre la que, pese a todo, se ejerció una poderosa influencia), es decir, Albania (se retiró en 1968), Bulgaria, Checoslovaquia, Hungría, Polonia, la República Democrática Alemana, Rumanía y la Unión Soviética; hasta 1961 la República Popular China estuvo afiliada como observador. Se firmó en la capital polaca el 14 de mayo de 1955 y Nikita Jrushchov fue el primer secretario del Partido Comunista de la Unión Soviética.
Los países del bloque del Este mantenían ya, antes de la firma del tratado, una estrecha relación militar con la Unión Soviética, cuyo Ejército Rojo había acometido su liberación durante la Segunda Guerra Mundial, del mismo modo que las fuerzas estadounidenses y británicas lo habían hecho en Alemania Occidental, la parte occidental de Austria, Bélgica, Italia, Francia y Grecia, en el marco de lo acordado en la Conferencia de Yalta. La profunda influencia soviética en el bloque se había percibido como un desafío por las otras potencias aliadas, que consideraban la expansión del comunismo como una amenaza inmediata al régimen político y económico dominante en Europa. La polarización entre la órbita estadounidense — que con el establecimiento de la OTAN rompió su secular tradición de aislamiento militar — y la soviética fue el carácter determinante de los 45 años de la llamada Guerra Fría, nombre dado al conflicto no bélico que libraron la URSS y los EE. UU. desde el final de la Segunda Guerra Mundial hasta la disolución de la primera en 1991.

## Estados miembros del Pacto de Varsovia
- Unión de Repúblicas Socialistas Soviéticas
- República Popular de Albania (se retiró en 1968)
- República Democrática Alemana
- República Popular de Bulgaria
- República Socialista Checoslovaca
- República Popular de Hungría
- República Popular de Polonia

### Observadores
- República Popular China (se retiró en 1961)
- República Popular Democrática de Corea
- República Popular de Mongolia

## Organización
Los miembros del Pacto de Varsovia acordaron, en términos muy similares a los empleados por la Organización del Tratado del Atlántico Norte (OTAN), la cooperación en tareas de mantenimiento de la paz, la inmediata organización en caso de ataque previsible (art. 3), la defensa mutua en caso de que alguno de los miembros fuera atacado (art. 4) y el establecimiento de un Estado Mayor conjunto para coordinar los esfuerzos nacionales (art. 5). Consta de once artículos en total. El Pacto no hacía referencia directa al régimen de gobierno de los miembros  y sedeclaraba abierto a «todos los Estados», con el único requisito de la unanimidad de los restantes signatarios en su admisión (art. 9), y establecía una vigencia de veinte años renovables y la libertad de revocarlo para cada uno de los Estados miembros. Se firmó en cuatro ejemplares, uno en ruso, otro en alemán, otro en checo y otro en polaco.
Un Comité Político, compuesto por los jefes de gobierno de los Estados miembros, se reunía anualmente para establecer las políticas y los objetivos anuales. La mayoría de las negociaciones contaba también con la presencia de los ministros de defensa, los jefes de las fuerzas armadas y los miembros del Estado Mayor de cada una de ellas. Además del comité político, el Pacto de Varsovia contaba con un Comité Asesor Militar, un Comité Técnico y de Investigación, un Consejo de Secretarios de Defensa y un Estado Mayor Conjunto. Iván Kónev fue su primer comandante en jefe.
Aunque el objetivo expreso del Pacto, evitar la declaración de guerra entre sus Estados miembros y las potencias occidentales, se cumplió y las medidas militares nunca debieron hacerse efectivas, el Estado Mayor conjunto habría sido en caso de guerra la autoridad suprema sobre los ejércitos, las armadas y las fuerzas aéreas de los Estados miembros; la potencia militar que esto representaba era de 6 200 000 soldados, unos 65 000 tanques, dos millares de buques y 15 000 aviones de combate, además de misiles nucleares instalados en varios de los Estados miembros. En tiempo de paz, solo las fuerzas destinadas fuera de su país de origen estaban bajo su mando.

## Historia

Países participantes del Pacto de Varsovia

El Pacto de Varsovia fue un instrumento elaborado en la pugna entre los bloques occidental y oriental, surgidos a partir del fin de la Segunda Guerra Mundial. Su límite coincidía en términos globales con las líneas de demarcación pactadas en las cumbres que Roosevelt, Churchill y Stalin habían mantenido entre 1943 y 1945 (en Teherán y Yalta), con escasas dudas acerca del territorio alemán y austríaco que se resolvieron en la partición del primero y la retirada de todas las fuerzas del segundo.
La competencia por el terreno asiático se resolvió parcialmente con la proclamación de la República Popular en China (sin que la Unión Soviética estuviese muy satisfecha con la situación, aunque China participó como observador hasta su ruptura con el gobierno soviético en 1968) y la ocupación estadounidense de Japón y Corea, pero su ambigüedad dio lugar a la mayoría de los conflictos que estallaron finalmente entre las potencias. 
La estrategia soviética, al igual que la estadounidense, consistió principalmente en asegurar su zona de influencia sin que ello llevara a un conflicto abierto con el oponente y, por lo tanto, se tradujo en un nivel restringido de actividad militar aún dentro de las fronteras.
Ya en 1948, la República Federal Popular de Yugoslavia del mariscal Tito había marcado sus diferencias con Moscú. Las desavenencias diplomáticas entre China y la Unión Soviética con ocasión de la guerra de Corea fueron prominentes. En realidad, la política exterior de ambas potencias estuvo más ocupada en intentar aprovechar las crisis económicas que creían inminentes, cuya gravedad llevó a los Estados Unidos a desarrollar el Plan Marshall y la OTAN. En los Estados del bloque del Este, los movimientos comunistas estuvieron hasta entrados los años 1960 «abiertamente comprometidos» con la construcción de democracias parlamentarias, con representación de la burguesía y los terratenientes, y modelos económicos híbridos.
La resistencia del gobierno estalinista a revisar los límites trazados por los acuerdos de Yalta estaba basada únicamente en la debilidad militar de la URSS en comparación con el enorme armamento estadounidense, que permaneció desde la guerra hasta nuestros días en las múltiples bases que estableció en Europa y Asia Menor. Antes que el dominio absoluto del frente interno, la apuesta soviética fue la participación en la carrera armamentista, que implicó una creciente y ruinosa inversión en tecnología militar, pero no un aumento de los efectivos. Incluso Finlandia, donde el Partido Comunista era la pieza central del gobierno, solicitó y obtuvo la retirada del Ejército Soviético de la base naval de Porkkala en 1956.
Mientras el clima político finés y el liderazgo duro de Tito en Yugoslavia, férreamente controlado, hicieron posible que estos Estados no entraran a formar parte del Pacto, en otros países la situación interna era más compleja. En la República Popular de Hungría, las disensiones internas del partido comunista local, cuyas facciones estudiantiles protestaban por la acción militar soviética en los incidentes de Poznań en Polonia, se combinaron con la insurrección ultranacionalista de Dudás József para dar lugar a la sublevación, que reprimieron las fuerzas del Pacto.
Se ha argumentado que el Pacto de Varsovia era, en la práctica, un instrumento de control de la Unión Soviética sobre los Estados socialistas del este de Europa a fin de impedir que salieran de su égida. En algunos casos, efectivamente, los intentos de los países miembros para dejar el Pacto fueron aplastados militarmente, como por ejemplo la Revolución de Hungría de 1956: en octubre de ese año, el Ejército soviético, amparándose en las previsiones del Pacto de Varsovia, entró en Hungría y acabó con un incipiente levantamiento anticomunista en apenas dos semanas.
Las fuerzas del Pacto de Varsovia se utilizaron también en contra de alguno de sus miembros, como en 1968, durante la Primavera de Praga, cuando invadieron Checoslovaquia para acabar con las reformas flexibilizadoras que estaba encarando el gobierno, catalogadas por la URSS como tendientes a destruir el socialismo. La llamada doctrina Brézhnev de «soberanía limitada», que marcaba la política militar exterior de la Unión Soviética en la época, establecía: «Cuando hay fuerzas que son hostiles al socialismo y tratan de cambiar el desarrollo de algún país socialista hacía el capitalismo, se convierten no solo en un problema del país concerniente, sino un problema común que concierne a todos los países socialistas». La República Popular de Albania se retiró de la alianza en 1961 como resultado de la separación chino-soviética, cuyo régimen estalinista de línea dura apoyó a la República Popular China.
Aunque los países de la OTAN y los del Pacto de Varsovia no se enfrentaron en ningún conflicto armado, mantuvieron activa la Guerra Fría por más de 35 años. En diciembre de 1988, Mijaíl Gorbachov, líder de la Unión Soviética en ese tiempo, anunció la llamada doctrina Sinatra, que establecía que se abandonaría la doctrina Brézhnev y que los países de Europa Oriental podrían hacer lo que consideraran conveniente.

### Final del Pacto de Varsovia
La vigencia de la doctrina Sinatra contribuyó a la aceleración de los cambios que sacudieron Europa Oriental a partir de 1989. Los nuevos gobiernos del este eran menos partidarios que los precedentes al mantenimiento del Pacto de Varsovia y, en enero de 1991, Checoslovaquia, Hungría y Polonia anunciaron que se retirarían el 1 de julio de ese mismo año. Al retirarse Bulgaria en febrero, el Pacto se vio disuelto a efectos prácticos. La disolución oficial, aceptada por la Unión Soviética, se formalizó en la reunión en Praga el 1 de julio de 1991.
El 12 de marzo de 1999, Chequia, Hungría y Polonia, antiguos miembros del Pacto de Varsovia, se unieron a la otra organización rival, la OTAN. Bulgaria, Estonia, Letonia, Lituania, Rumanía, Eslovaquia y Eslovenia lo hicieron en marzo de 2004. Albania y Croacia lo hicieron en abril de 2009.

## Operaciones del pacto

### Invasión de Hungría en 1956
La Revolución húngara de 1956 fue un movimiento revolucionario espontáneo de alcance nacional contra el gobierno de la República Popular de Hungría y sus políticas impuestas desde la Unión Soviética, que duró desde el 23 de octubre hasta el 10 de noviembre de 1956.
Desde el discurso secreto de crítica a los excesos de Stalin realizado por su sucesor al frente de la URSS Nikita Jruschov en el XX Congreso del PCUS, el pueblo húngaro había solicitado continuamente la libertad necesaria para elegir su propio sistema político alejado del comunismo. Así, surgieron por toda Hungría movimientos que demandaban que se pusiera coto a las actividades de la policía secreta.
La revuelta comenzó como una protesta estudiantil con una marcha por el centro de Budapest hacia el edificio del Parlamento húngaro, Esta marcha atrajo a miles de protestantes. Una delegación estudiantil fue detenida cuando entraba al edificio de la radio estatal con la intención de transmitir sus demandas. Cuando los manifestantes en las calles exigieron la liberación de la delegación, la policía política húngara (Államvédelmi Hatóság o ÁVH) abrió fuego desde el interior del edificio. Algunos soldados soviéticos dispararon a la ÁVH, debido a que creyeron por equivocación que estaban siendo objeto de un ataque. Algunos manifestantes contestaron los disparos con las armas tomadas de la ÁVH o brindadas por los soldados húngaros que se unieron al levantamiento. 
Tras el fracaso de la contención soviética, la revuelta sólo aumentó y atrajo a exsoldados, policías y  a gente de todo el país.
La noticia se difundió rápidamente y llevó al estallido de desórdenes y violencia en la capital. La revolución se expandió rápidamente por toda Hungría, el gobierno de András Hegedüs fue derrocado y el primer ministro Imre Nagy tomó las «riendas». Miles se organizaron en milicias para combatir a la Policía de seguridad de Estado (ÁVH) y a las tropas soviéticas. Comunistas prosoviéticos y miembros de la ÁVH fueron a menudo ejecutados o encarcelados, a la vez que antiguos prisioneros políticos fueron liberados y dotados de armas. Consejos improvisados arrebataron el control municipal al Partido comunista húngaro y exigieron cambios políticos. El nuevo gobierno encabezado por Imre Nagy disolvió formalmente la ÁVH, declaró su intención de retirarse del Pacto de Varsovia y prometió restablecer las elecciones libres. Para fines de octubre, los combates casi habían cesado y comenzó una sensación de normalidad.
A diferencia de lo sucedido con las Protestas de Poznań contra el gobierno de la República Popular de Polonia, la Revolución húngara cuestionaba el estilo de gobierno estalinista y, por tanto, amenazaba la naturaleza misma del régimen prosoviético de partido único. Así, tras haber anunciado su voluntad de negociar el retiro de las fuerzas soviéticas, el Politburó cambió de idea y se movilizó para aplastar la revolución. Aprovechando que Occidente se encontraba dividido a causa de la crisis de Suez, el ejército soviético movilizó 31 550 soldados y 1130 tanques y el 4 de noviembre de 1956 invadió Budapest y otras regiones del país: la resistencia húngara continuó hasta el 10 de noviembre. Más de 2500 húngaros y 722 soldados soviéticos perecieron en el conflicto y unos 200 000 húngaros huyeron en calidad de refugiados. Los arrestos masivos y las acusaciones continuaron por meses. Para enero de 1957, el nuevo gobierno instalado por los soviéticos y liderado por János Kádár había reprimido toda oposición pública.

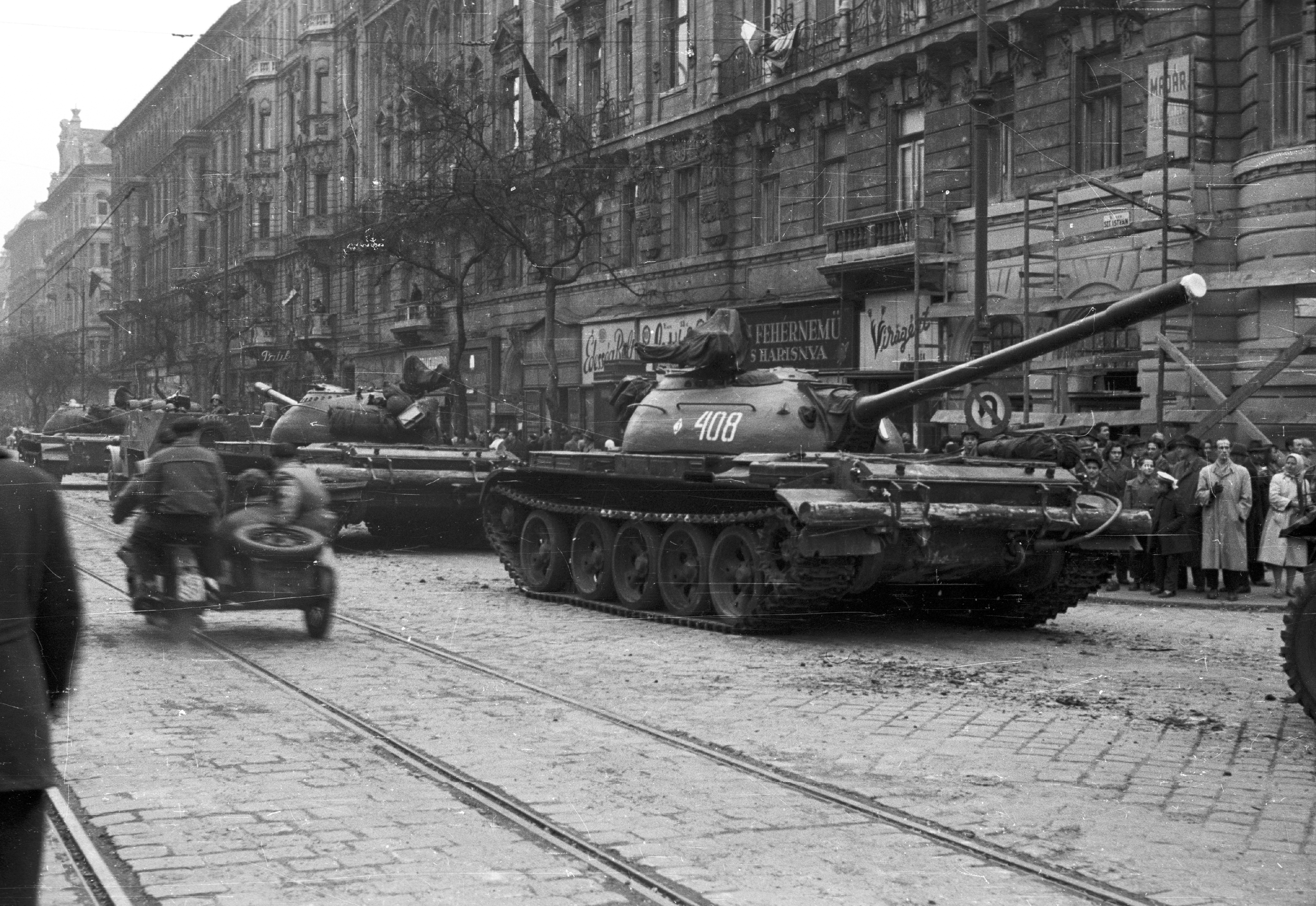
Tanques soviéticos T-54 en Budapest el 31 de octubre

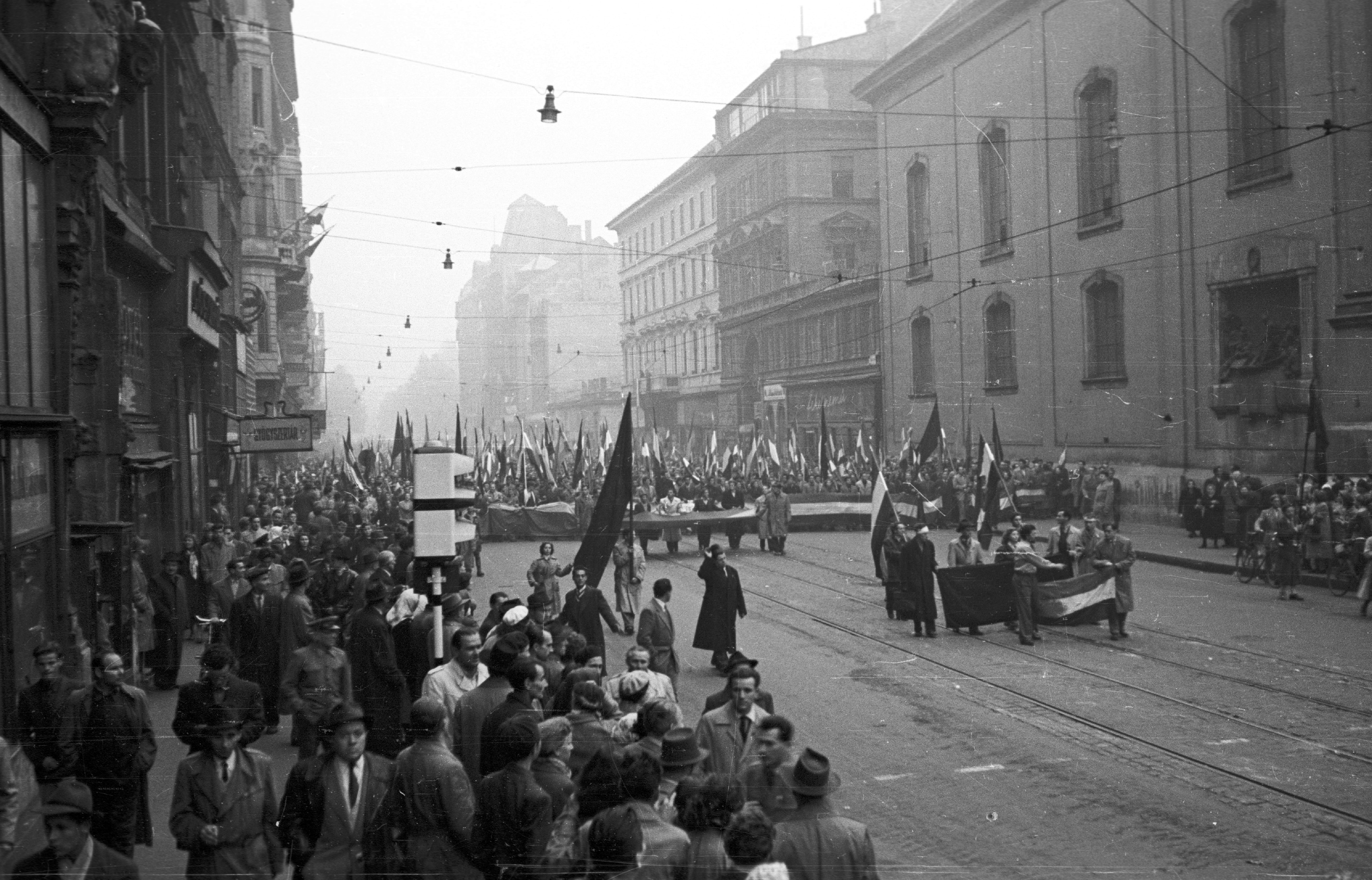
Marcha de protesta el día 25 de octubre

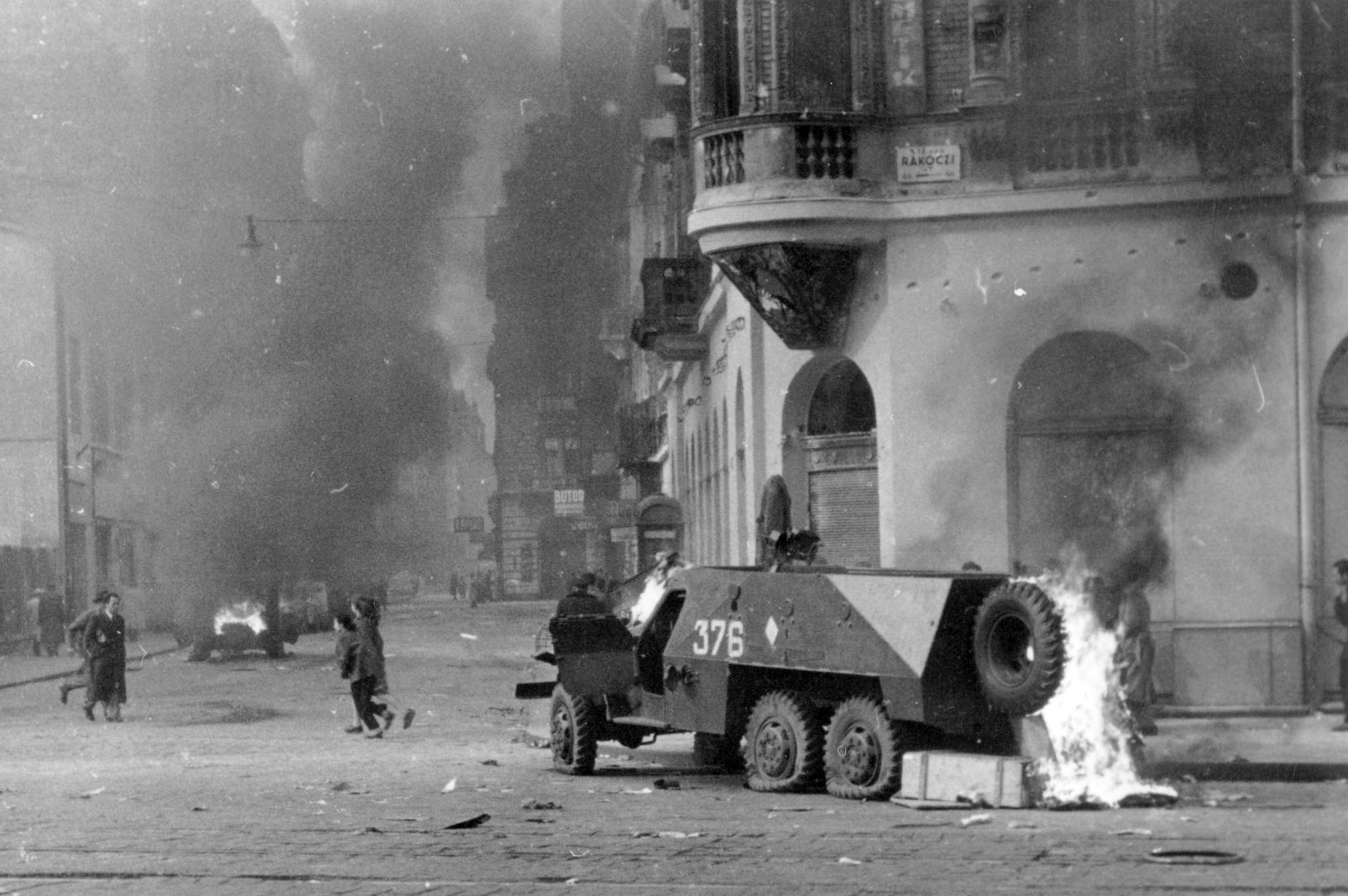
Un vehículo blindado de la Unión Soviética arde en una calle de Budapest en noviembre

### Invasión de Checoslovaquia en 1968
La invasión de Checoslovaquia por el Pacto de Varsovia fue una guerra no declarada en la que tropas de cinco países socialistas miembros del Pacto de Varsovia en la noche del 20 al 21 de agosto de 1968, liderados por la Unión Soviética, invadieron la República Socialista de Checoslovaquia. Su objetivo era frenar las reformas de liberalización económica y política impulsadas por el presidente checoslovaco, Alexander Dubček, las cuales habían conducido, anteriormente, a la Primavera de Praga.
Participaron en la operación militar tropas de las repúblicas de Polonia, Hungría y Bulgaria, comandadas por tropas soviéticas. Las tropas de Alemania Oriental, aunque listas para la acción, no cruzaron la frontera de Checoslovaquia —a excepción de un pequeño número de especialistas—. El único país miembro del Pacto de Varsovia que no participó en la invasión fue Rumanía, además su presidente, Nicolae Ceaușescu, condenó abiertamente la invasión.

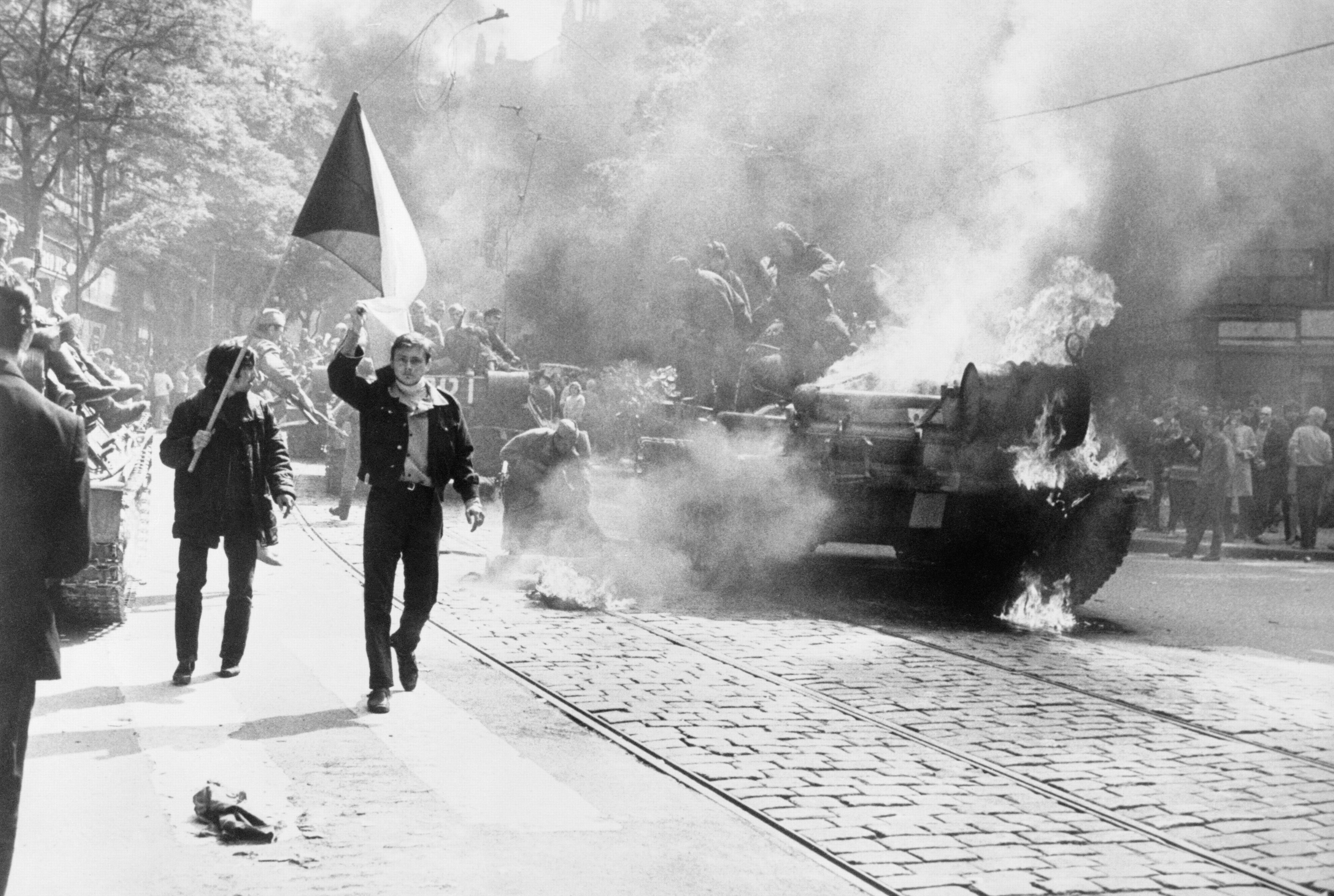
Manifestación en Praga contra la ocupación

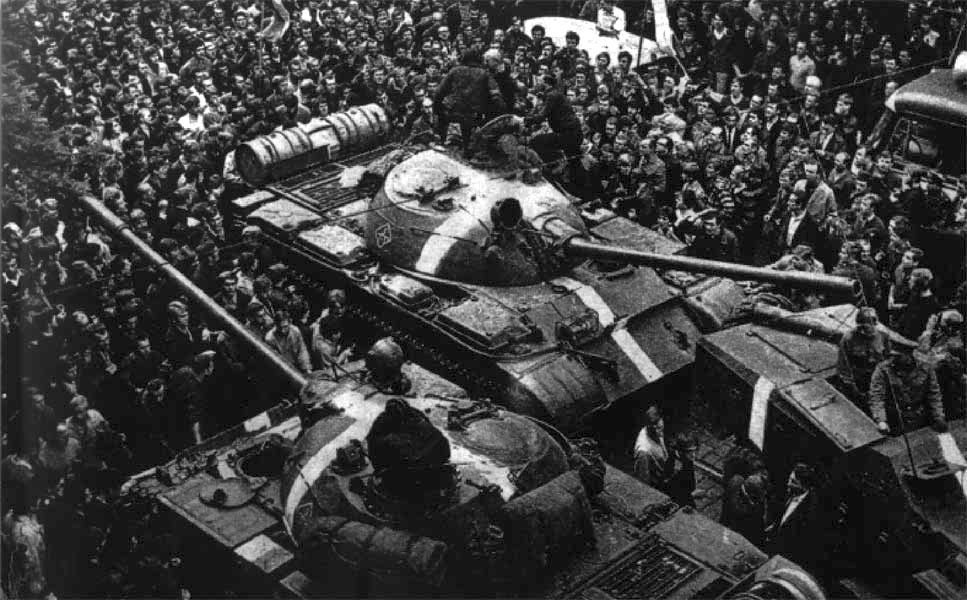
Tanques soviéticos T-55 con "carriles de invasión" durante la Operación Danubio, 1968

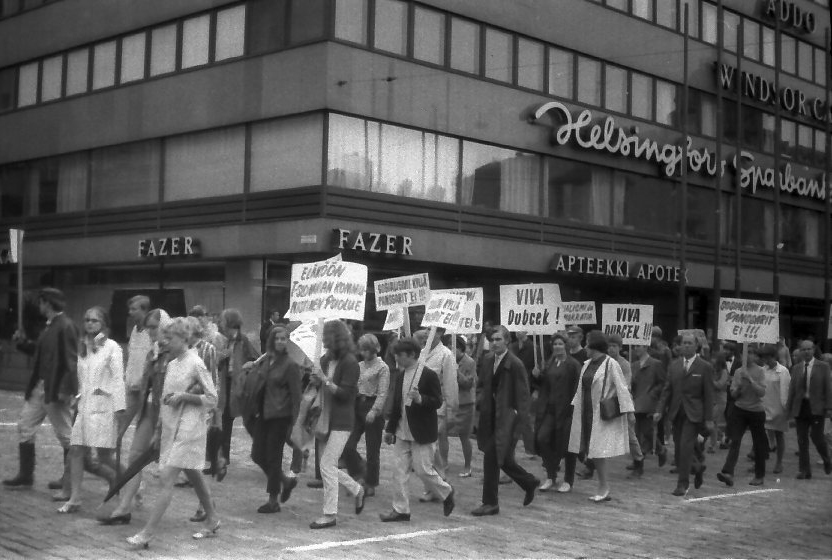
Manifestación en Helsinki contra la entrada de tropas del Pacto de Varsovia en Checoslovaquia